# Station Nijmegen Goffert
Station Nijmegen Goffert is een spoorwegstation in Nijmegen aan de spoorlijn Tilburg - Nijmegen.

## Ontstaansgeschiedenis
Het station is gelegen tussen woonwijk de Goffert en Neerbosch-Oost in, ter hoogte van de Neerbosscheweg aan de grens van de wijk Heseveld. De aanleg van Nijmegen Goffert vormde een onderdeel van het programma Stadsregiorail. De ontwikkeling ervan liep in het verleden meermaals spaak. In januari 2014 werd uiteindelijk met de bouw van het station begonnen. Met ingang van zondag 14 december 2014 is het station in de dienstregeling opgenomen. In een oudere planstudie werd het station Nijmegen Winkelsteeg genoemd.

## Treindiensten
Het station wordt twee keer per uur in de richtingen Nijmegen en 's-Hertogenbosch bediend; 's avonds na 22:00 en op zon- en feestdagen tot 17:00 één keer per uur. In de spitsuren worden de reguliere sprinters aangevuld met extra sprinters van en naar Wijchen. Met ingang van eind rijden er op werkdagen vier sprinters per uur tussen Wijchen en Arnhem.
De volgende treinseries halteren in de dienstregeling 2025 te Nijmegen Goffert:
| Serie | Treinsoort    | Route                                                                                          | Bijzonderheden |
| ----- | ------------- | ---------------------------------------------------------------------------------------------- | --- |
| 6600  | Sprinter (NS) | Dordrecht – Breda – Tilburg – 's-Hertogenbosch – Nijmegen Goffert – Nijmegen – Arnhem Centraal | Rijdt alleen doordeweeks tot 19:00 uur tussen Nijmegen en Arnhem Centraal v.v.                                                                               |
| 7600  | Sprinter (NS) | Wijchen – Nijmegen Goffert – Nijmegen – Arnhem Centraal – Dieren – Zutphen                     | 's Avonds na 20:00 uur en op zondag wordt er niet tussen Nijmegen en Wijchen v.v. gereden en wordt 1x per uur gereden tussen Arnhem Centraal en Zutphen v.v. |

## Busvervoer
Station Nijmegen Goffert wordt middels de bushaltes Neerbosscheweg (aan de Graafseweg) en "Station Goffert" (Neerbosscheweg) bediend per bus. Alle buslijnen worden gereden door Hermes onder de naam Breng, tenzij anders vermeld.
| Lijn | Route                                              | Soort bus |
| ---- | -------------------------------------------------- | --------- |
| 12   | Nijmegen CS - Heyendaal - Station Goffert - Druten | Streekbus |

| Lijn | Route                                                                                                | Soort bus                 |
| ---- | --- | ------------------------- |
| 2    | Sint Maartenskliniek - Centrum - Nijmegen CS - Neerbosscheweg - Station Dukenburg - Lindenholt-West  | Stadsbus                  |
| 99   | Nijmegen CS - Neerbosscheweg - Alverna - Nederasselt - Grave - Zeeland - Uden                        | Streekbus (i.s.m. Arriva) |
| 331  | Velp Zuid - Arnhem CS - Elst - Oosterhout - Lent - Nijmegen CS - Neerbosscheweg - Nijmegen Weezenhof | Streekbus (Breng Direct)  |

## Ontwikkeling aantal reizigers
Het aantal door NS vervoerde reizigers (per gemiddelde werkdag) ontwikkelde zich sedert 2019 als volgt:
| Jaar | Aantal reizigers |
| ---- | ---------------- |
| 2019 | 1.700            |
| 2020 | 848              |
| 2021 | 938              |
| 2022 | 1.438            |
| 2023 | 1.635            |
| 2024 | 1.596            |

## Afbeeldingen

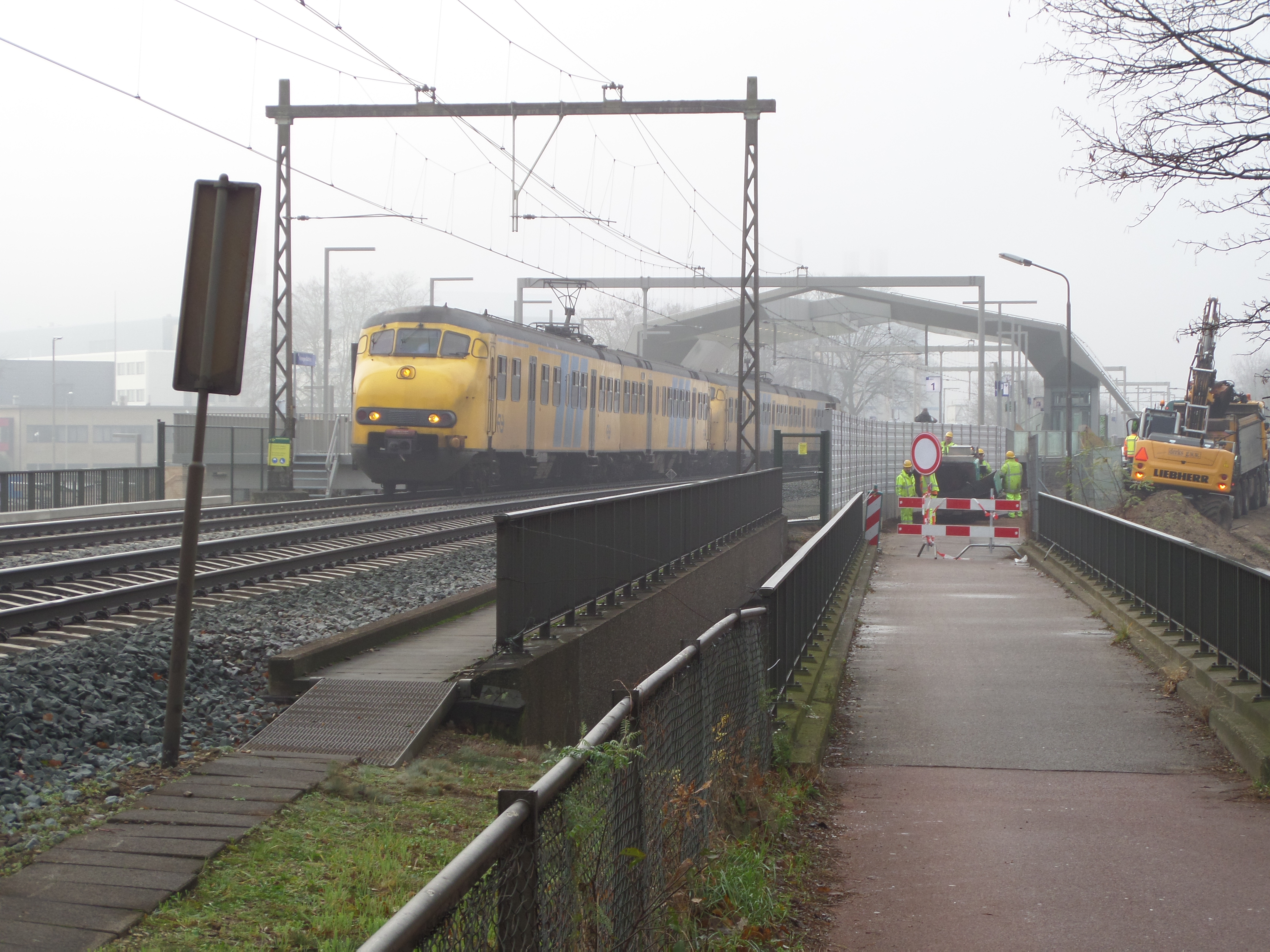
Plan V stopt op het station op de openingsdag
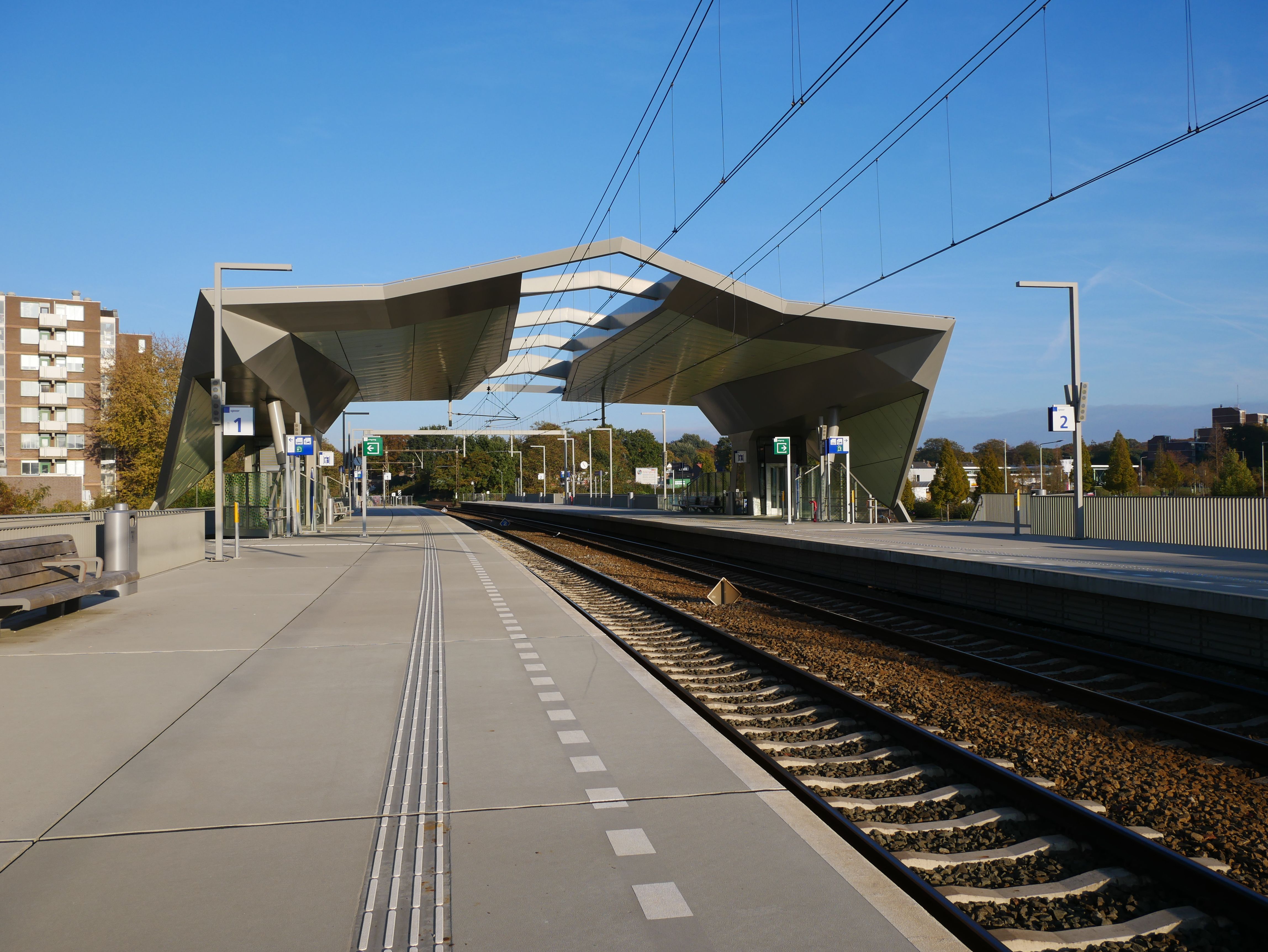
Perrons (2018)
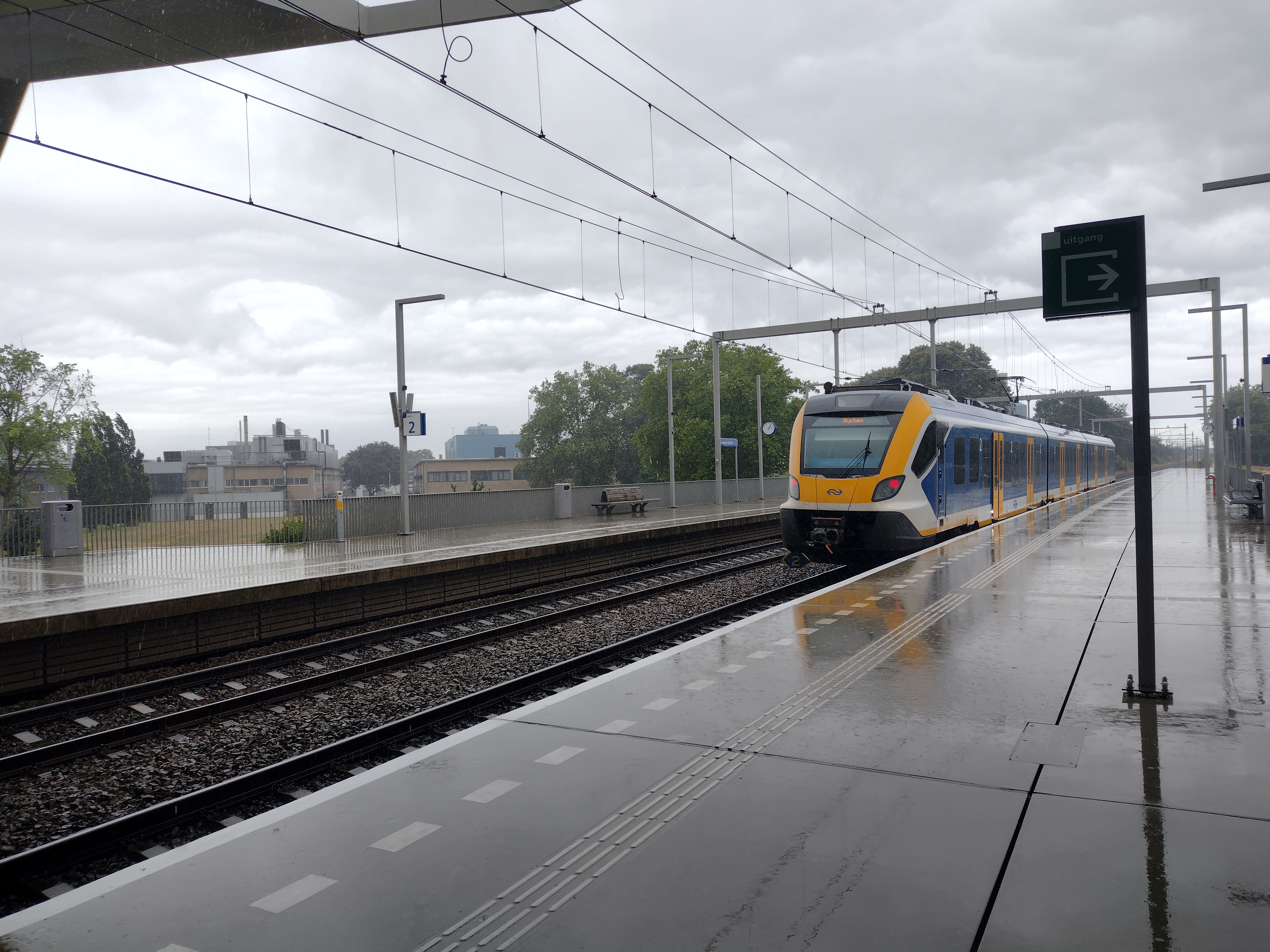
SNG op het station
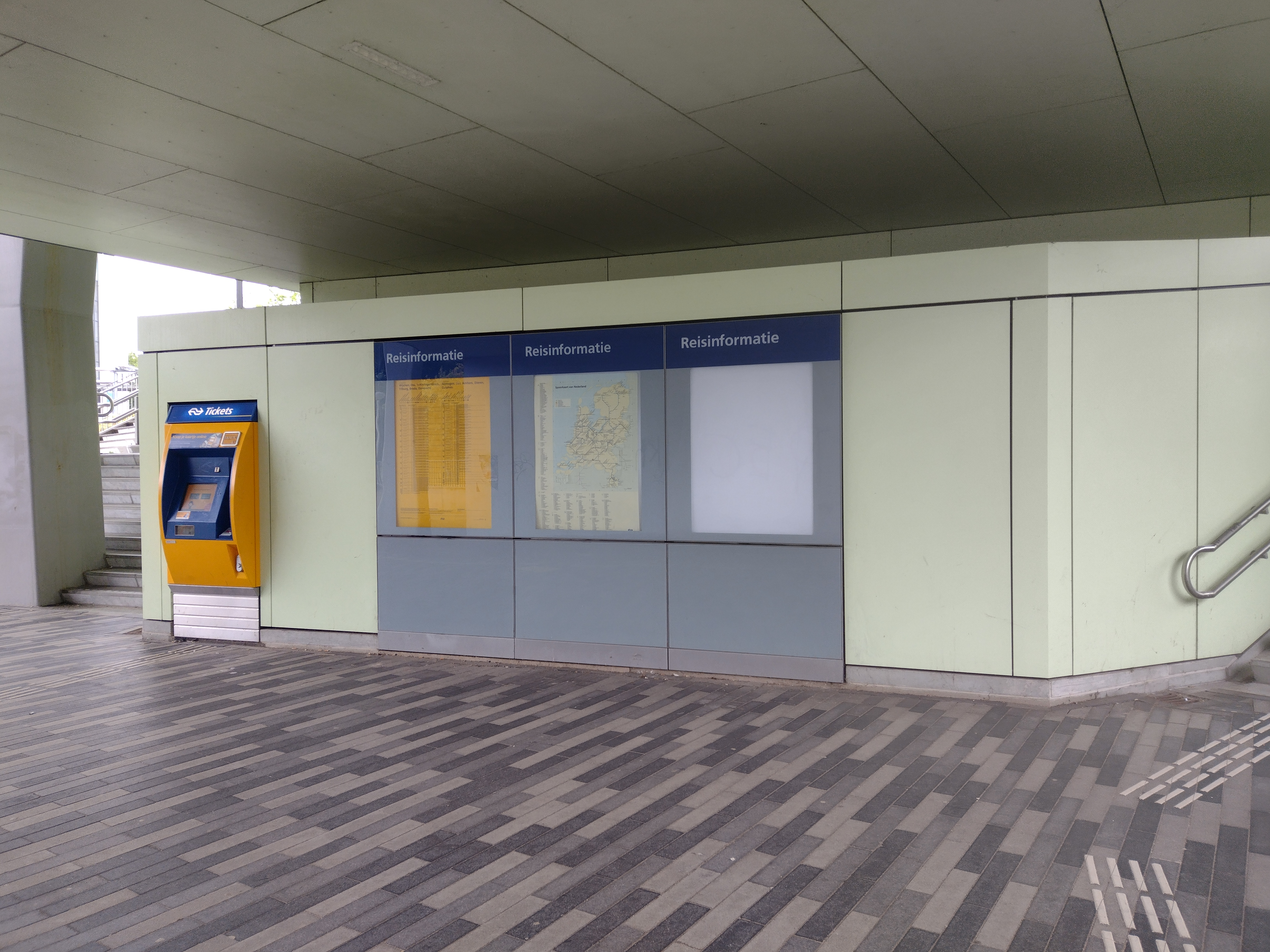
Kaartautomaat en vertrekstaat op het station
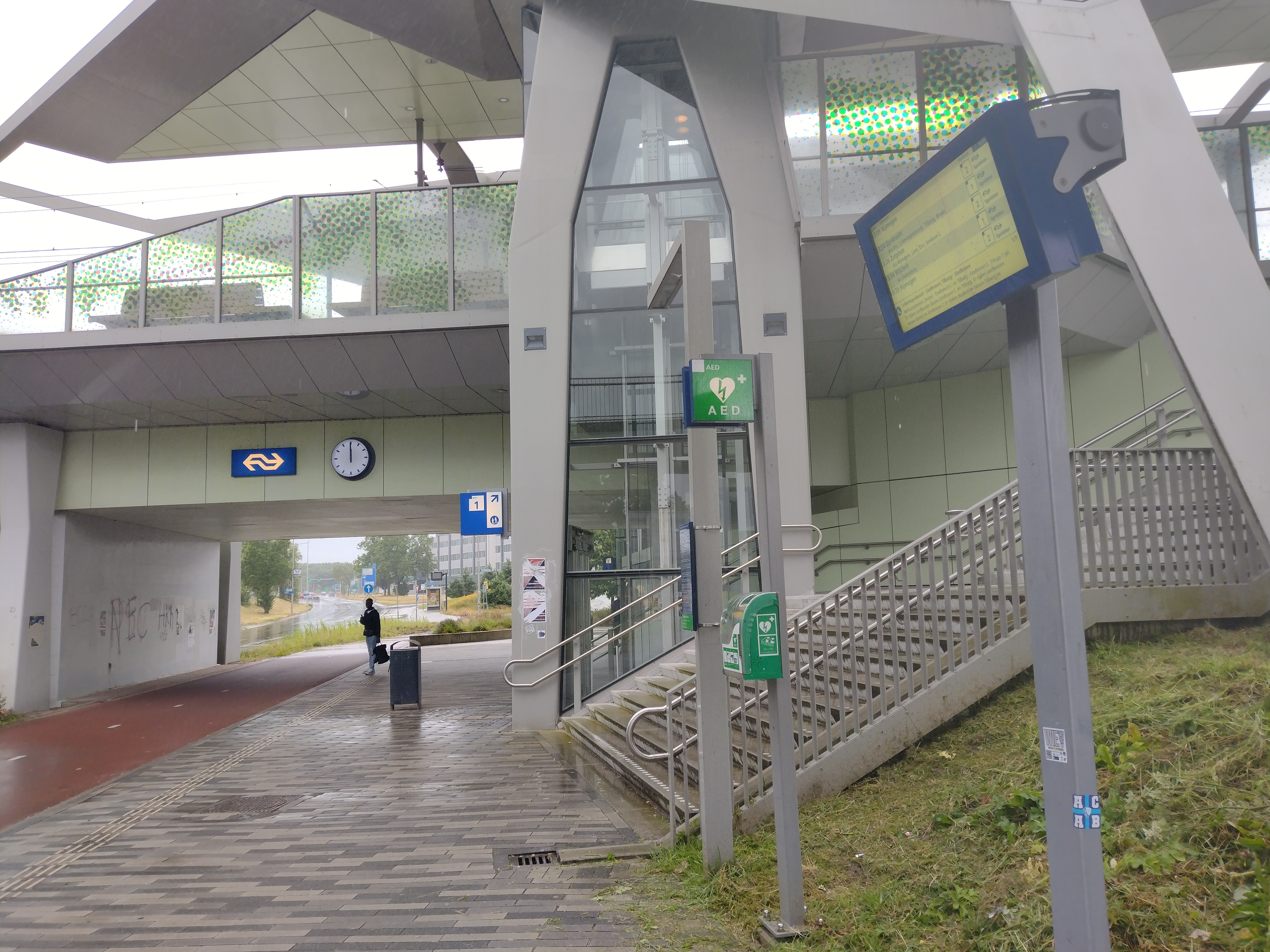
Station in 2024

0: Tilburg ·
Berkel-Enschot ·
7: Udenhout ·
13: Helvoirt ·
IJzeren Man ·
Vught Zuid-Oost ·
22: 's-Hertogenbosch ·
24: Orthen ·
25: 's-Hertogenbosch Oost ·
28: Rosmalen ·
Sprokkelbosch ·
Kruisstraat ·
Nuland ·
Geffen ·
Heihoek ·
39: Oss West ·
41: Oss ·
Berghem ·
49: Ravenstein ·
56: Wijchen ·
61: Nijmegen Dukenburg ·
63: Nijmegen Goffert ·
66: Nijmegen
Huidige stations:
Aalten ·
Apeldoorn · 
-De Maten · 
-Osseveld ·
Arnhem:
-Centraal · 
-Presikhaaf · 
-Velperpoort · 
-Zuid ·
Barneveld:
-Centrum · 
-Noord ·
-Zuid ·
Beesd ·
Brummen ·
Culemborg ·
Didam ·
Dieren ·
Doetinchem · 
-De Huet · 
Duiven ·
Ede:
-Centrum ·
-Wageningen ·
Elst ·
Ermelo ·
Gaanderen · 
Geldermalsen ·
't Harde ·
Harderwijk ·
Hemmen-Dodewaard ·
Kesteren ·
Klarenbeek ·
Lichtenvoorde-Groenlo ·
Lochem ·
Lunteren ·
Nijkerk ·
Nijmegen · 
-Dukenburg · 
-Goffert · 
-Heyendaal · 
-Lent ·
Nunspeet · 
Oosterbeek ·
Opheusden ·
Putten ·
Rheden ·
Ruurlo ·
Terborg ·
Tiel · 
-Passewaaij ·
Twello · 
Varsseveld · 
Veenendaal-De Klomp · 
Velp · 
Voorst-Empe · 
Vorden · 
Wehl ·
Westervoort · 
Wezep · 
Wijchen ·
Winterswijk · 
-West · 
Wolfheze · 
Zaltbommel · 
Zetten-Andelst · 
Zevenaar · 
Zutphen
Voormalige stations: lijst van voormalige spoorwegstations in Gelderland